# Kawasaki Ki-3
Il Kawasaki Ki-3 (川崎 キ3?, Kawasaki ki san), identificato anche come Bombardiere leggero monomotore Tipo 93 (九三式単軽爆撃機?, Kyūsan-shiki tan kei bakugekiki) era un bombardiere leggero monomotore biplano sviluppato dall'azienda giapponese Kawasaki Kōkūki Kogyo, divisione aeronautica della Kawasaki Heavy Industries, negli anni trenta e prodotto, oltre che dalla stessa, anche dalla Tachikawa Hikōki su licenza.
Destinato ad equipaggiare i reparti da bombardamento tattico della Dai-Nippon Teikoku Rikugun Kōkū Hombu, la componente aerea dell'esercito imperiale giapponese, venne impiegato in operazione belliche sul nord della Cina e Manciukuò nell'ambito della seconda guerra sino-giapponese.

## Storia
Nella prima metà degli anni trenta il Rikugun Kōkū Hombu, lo Stato maggiore dell'esercito imperiale giapponese, ritenne necessario avviare una modernizzazione dei propri reparti destinati alle operazioni di bombardamento aereo tattico, basati fino ad allora essenzialmente sul Kawasaki Ka 87, per adeguarli alle caratteristiche dei pari ruolo sviluppati in Europa e Stati Uniti d'America. A tale fine l'esercito imperiale emise una specifica per la fornitura di nuovi modelli per differenziare la specialità con velivoli più efficaci, in particolare stipulando un contratto per un bombardiere pesante, uno medio ed uno leggero che diedero origine ai Ki-1 e Ki-2 sviluppati dalla Mitsubishi ed al Ki-3 realizzato dalla Kawasaki.

### Sviluppo
La Kawasaki affidò il progetto al suo nuovo direttore dell'ufficio tecnico, l'ingegnere Takeo Doi il quale decise di sfruttare l'esperienza acquisita come assistente di Richart Vogt nello sviluppo del Kawasaki KDA-6, aereo da ricognizione monomotore biplano biposto con carrello fisso, caratterizzato dalla struttura metallica ed equipaggiato con un motore V12 raffreddato a liquido, progettato su iniziativa privata e rimasto allo stadio di prototipo. Benché rifiutato dalle autorità militari dell'esercito giapponese il modello dimostrò di possedere ottime prestazioni e maneggevolezza.
Il prototipo venne portato in volo per la prima volta nel marzo 1933 equipaggiato con un insolito radiatore anulare sul naso, soluzione tecnica poi scartata per una soluzione più classica. Concluse le prove in volo, venne presentato alle autorità militari che approvarono il modello stipulando un contratto di fornitura ed assegnandogli, secondo le convenzioni di designazione "lunga", il nome di "Bombardiere leggero monomotore Tipo 93".
La produzione iniziò nel corso del 1933 negli stabilimenti Kawasaki e, successivamente, su licenza in quelli della Tachikawa Hikōki ed all'evasione del contratto, nel 1935, i Ki-3 si attestarono su un totale di 243 esemplari, 3 prototipi e, rispettivamente 200 più 40 unità.
Una versione migliorata del KDA-6, al quale venne assegnata la designazione Kawasaki A-6, venne prodotta come aereo da collegamento ed utilizzato in ambito civile dalla testata giornalistica Asahi Shimbun per il trasporto dei quotidiani e del personale.

### Impiego operativo
I Ki-3 iniziarono ad essere consegnati nel 1934 ai reparti che operavano sul nord della Cina, Corea e Manciukuò nell'ambito della seconda guerra sino-giapponese.
Nella seconda metà degli anni trenta i vertici dell'esercito giapponese avviarono un nuovo importante programma di aggiornamento del proprio parco velivoli iniziando a sostituire progressivamente i modelli più anziani dai compiti di prima linea, alcuni reimpiegati nella formazione dei nuovi equipaggi, tuttavia il K-3 ed il Mitsubishi Ki-2 furono tra gli ultimi modelli ad essere avviati a compiti secondari o messi a terra. Lo sviluppo del loro sostituto, il Mitsubishi Ki-30 "Ann", ebbe inizio solo nel 1936 e non entrò in servizio di prima linea fino al 1938.

## Descrizione tecnica
Il Ki-3 era un velivolo dall'aspetto convenzionale che riproponeva le soluzioni tecniche del suo predecessore, il KDA-6, alcune innovative per l'epoca, come la costruzione interamente metallica: monomotore, biplano, biposto e carrello fisso.
La fusoliera era caratterizzata da due abitacolo aperti, l'anteriore destinato al pilota ed il posteriore, equipaggiato con una mitragliatrice montata su supporto brandeggiabile, al puntatore-mitragliere di coda. Posteriormente terminava in un impennaggio classico monoderiva con piani orizzontali controventati da una coppia di montanti a V per lato.
La configurazione alare era biplano-sesquiplana, con ala superiore, montata alta a parasole, collegata all'inferiore, montata bassa sulla fusoliera, translata verso coda e dall'apertura sensibilmente minore, tramite una coppia di montanti, uno per lato, integrati da una struttura in tubi d'acciaio e rinforzati da tiranti in cavetto d'acciaio.
Il carrello d'atterraggio era fisso, caratterizzato dalle gambe di forza carenate indipendenti e collegate ad una struttura tubolare elastica al lato inferiore, integrato posteriormente da un ruotino d'appoggio anch'esso ammortizzato.
La propulsione era affidata ad un motore BMW XI, un 12 cilindri a V raffreddato a liquido in grado di erogare una potenza pari a 790 hp (592 kW), posizionato all'apice anteriore della fusoliera ed abbinato ad un'elica bipala in legno a passo fisso.
L'armamento era costituito da due mitragliatrici calibro 7,7 mm, una posizionata in caccia a disposizione del pilota e dotata di meccanismo di sincronizzazione per sparare attraverso il disco dell'elica, l'altra brandeggiabile montata su supporto ad anello nell'abitacolo posteriore per garantire la difesa da attacchi da coda.

## Utilizzatori
Giappone
- Dai-Nippon Teikoku Rikugun Kōkū Hombu